# The Escape (filme)
The Escape é um filme mudo norte-americano de 1914, do gênero drama. Com direção de D. W. Griffith, foi estrelado por Donald Crisp. O filme é baseado na peça homônima de Paul Armstrong.

## Elenco
- Donald Crisp
- Edna Foster
- Earle Foxe
- Robert Harron
- Ralph Lewis
- Walter Long
- Mae Marsh
- Owen Moore
- Blanche Sweet
- Fay Tincher
- F. A. Turner
- Tammany Young